# GQ Muscae
GQ Muscae, även känd som Nova Muscae 1983, är en dubbelstjärna i den nordvästra delen av stjärnbilden Flugan och består av en vit dvärg och en liten stjärna med en massa som är ca 10 procent av solens massa. De två kretsar kring varandra med en omloppsperiod på 1,4 timmar. Den vita dvärgen drar in material från följeslagaren till sitt tillväxtskal tills den får ett utbrott, så som inträffade 1983 då den uppnådde en skenbar magnitud av 7,2. Den upptäcktes med magnitud 7,1 den 18 januari 1983 och var den första nova från vilken röntgenstrålning observerats.
GQ Muscae observerades 2001 och 2012 som ett objekt med stark ultraviolett strålning med ett spektrum som visar breda emissionslinjer för He II och H I, typiska för magnetiska, kataklysmiska variabler. Observationer visar också en konstant omloppsperiod mellan 1989 och 2011.